# Jacqueline Hill
Jacqueline Hill (Birmingham, 1929. december 17. – London, 1993. február 18.) angol színésznő. Legismertebbik szerepe Barbara Wright, a Doctor Who-l, de egy későbbi részben (Meglos) is feltűnt egy másik szereppel (Lexa, aki egy Tigellan papnő).

## Szerepei

### Filmek
- The Blue Parrot (1953)
- The Comedy Man (1964)

### Tévéfilmek, sorozatok
- Three Empty Rooms (1955)
- Blood Money (1957)
- BBC Sunday-Night Theatre (1957)
- Joyous Errand (1957
- The Flying Doctor (1959)
- BBC Sunday-Night Play (1960)
- The Six Proud Walkers (1962)
- Out of This World (1962)
- Maigret (tévésorozat, 1962)
- ITV Play of the Week (1958-63)
- No Hiding Place (1962-66)
- Ki vagy, doki? (Doctor Who) (1963-65)
- Crown Court (1978)
- Rómeó és Júlia (Romeo & Juliet) (tévéfilm, 1978); Lady Capulet
- Ki vagy, doki? (Doctor Who) (1980) újra, de más szerepben
- Angels (1982)
- Meghökkentő mesék (Tales of the Unexpected) (1983-84)
- Screenplay (1984)
- Paradise Postponed (1984)

## Fordítás
- Ez a szócikk részben vagy egészben  a   Jacqueline_Hill című angol Wikipédia-szócikk fordításán alapul.  Az eredeti cikk szerkesztőit annak laptörténete sorolja fel. Ez a jelzés csupán a megfogalmazás eredetét és a szerzői jogokat jelzi, nem szolgál a cikkben szereplő információk forrásmegjelöléseként.

## További információ
- Jacqueline Hill az Internetes Szinkronadatbázisban (magyarul)
- Jacqueline Hill az Internet Movie Database-ben (angolul)
- Jacqueline Hill a Rotten Tomatoeson (angolul)